# 技術援助契約
技術援助契約（ぎじゅつえんじょけいやく）は、製品や技術の開発において、甲が主に情報提供として技術支援を行い、乙がその情報に基づいて製品や技術の開発を行い事業収益を得る一方、支援に対する対価を甲に支払う契約である。様々な契約形態がある。
半導体デバイス製造企業が半導体製造装置企業との間の契約が有名。多くの場合、半導体デバイス企業が製造に関する情報を提供することで装置企業が他社との差別化を図る手段として利用する契約。半導体業界の例では、半導体デバイスメーカーが提供情報に基づいて開発した装置を第三社に販売する場合、販売価格の数パーセントを情報提供企業に還元する契約。